# Andreas Braun (Paläontologe)
Andreas Braun (* 1960) ist ein deutscher Paläontologe und Privatdozent am Steinmann-Institut für Geologie der Universität Bonn.
Braun studierte Geologie, Paläontologie und Biologie in Marburg und Liverpool mit dem Diplom 1987. Er wurde 1989 über Strahlentierchen (Radiolarien) des Unterkarbons promoviert als Stipendiat der Konrad-Adenauer-Stiftung. 1990/91 hatte er ein Postdoktoranden-Stipendium der DFG und ab 1991 war er Assistent am Institut für Paläontologie der Universität Bonn. 1996 habilitierte er sich dort über mit Exoskelett erhaltene Arthropoden des Devon und Karbon. 1997 wurde er Oberassistent und Hochschuldozent in Bonn.
2000 erhielt er mit Günter Schweigert den Friedrich-von-Alberti-Preis, für seine Verdienste um die Erforschung von Radiolarien, terrestrischen Mikroarthropoden und phosphatisierten Pflanzenresten des Erdaltertums sowie um die Popularisierung der Paläontologie und die Entwicklung neuartiger Labormethoden.
Braun befasste sich mit Radiolarien des Paläozoikums mit Anwendung in der Stratigraphie. Wissenschaftlich war er in Russland, China, Afrika und Argentinien tätig.
Zur Popularisierung der Paläontologie trägt er zum Beispiel als wissenschaftlicher Mitarbeiter im Gondwana Praehistorium im Saarland bei. In dieser Funktion grub er auch mit Rodolfo Coria nach Dinosauriern in Patagonien (Südamerika). Zusammen mit Armyna Rätz leitete er bis 2014 das Geologikum & Mikroskopikum in Mendig (als Nachfolge des ehemaligen Naturkundemuseums Maria Laach). Er schrieb auch Kinderbücher über Naturwissenschaft.
Er leitete die paläontologischen Ausgrabungen im Devon beim Neubau des Aegidienbergtunnels der Deutschen Bahn.
Seit 2014 lebt und arbeitet Braun als Lehrer an der Oberschule Bernstadt a.d. Eigen, als Musiker und Liedermacher und als Betreiber des „Mikroskopikums“ Seifhennersdorf in Ebersbach, Oberlausitz.

## Schriften
- mit Thomas Mörs (Hrsg.): Geologie und Paläontologie im Devon und Tertiär der ICE-Trasse im Siebengebirge, Bonn, Naturhistorischer Verein der Rheinlande und Westfalens 2001
- Radiolarien aus dem Unter-Karbon Deutschlands, Courier Forschungsinstitut Senckenberg, Band 133, 1990, S. 1–143
- Die Anwendung der Radiolarien-Biochronologie auf Gesteine des Thüringischen Unterkarbons, Ergebnisse und Möglichkeiten, Geol. Jb. Hessen, 121, 1993, S. 11–16
- Vorkommen, Untersuchungsmethoden und Bedeutung tierischer Cuticulae in kohligen Sedimentgesteinen des Devons und Karbons, Palaeontographica, Band 245, 1997, S. 1–156.
- Das Karbon: Nicht nur Steinkohle, Biologie in unserer Zeit, Band 32, 2002, Nr. 5, S. 286
- Im Eifeler Korallenmeer: Ausflug an die Gestade der tropischen Eifeler Meeresstraße, und (mit Rolf Goßmann, Georg Heumann): Das Vinxtbachtal : Seeskorpione, Panzerfische und Nacktfarne; Lebensformen an der Küste des Old-Red-Kontinentes, in Wighart von Koenigswald (Hrsg.), GeoRallye, Bonn 2007
- mit Winfried Haas: Die Eifelkalkmulden von Hillesheim, Gerolstein und Prüm, Exkursionsführer, 67. Jahrestagung der Paläontologischen Gesellschaft 1997
- Gliederfüßler der oberkarbonischen Kohlewälder, in: Wighart von Koenigswald, Wilhelm Meyer (Hrsg.): Erdgeschichte im Rheinland -Fossilien und Gesteine aus 400 Millionen Jahren, Pfeil, München 1994